# Ghost in the Machine
Ne doit pas être confondu avec Fantôme dans la machine.
Albums de The Police
Zenyattà Mondatta
(1980) Synchronicity
(1983)
Ghost in the Machine est le quatrième album studio du groupe de rock anglais The Police sorti le 2 octobre 1981 sur le label A&M Records. D'une durée de 41 minutes environ, il est co-produit avec le britannique Hugh Padgham et a été enregistré sur l'île de Montserrat et au Québec entre janvier et septembre 1981. Une grande partie du matériel de l'album a été inspirée par l'essai d'Arthur Koestler The Ghost in the Machine (Le Fantôme dans la Machine en français), publié en 1967 dont le titre est repris pour l'album. Les trois singles de Ghost in the Machine sont : Invisible Sun, Every Little Thing She Does Is Magic et Spirits in the Material World. À sa sortie, le disque a reçu dans l'ensemble d'assez bonnes critiques de la presse. Il est suivi par le Ghost in the Machine Tour et ses 100 concerts qui a duré du 1er octobre 1981 au 6 septembre 1982.

## L'album
Avec ce disque, The Police tente de se renouveler. L'ensemble de l'opus est marqué par l'utilisation marquée de la technologie, l'introduction de claviers et de saxophones et une production plus sophistiquée que pour les trois albums précédents.
Le premier single de l'album, Invisible Sun ressemble plus à une chanson de Kraftwerk comme The Model qu'aux chansons précédentes du groupe. Le sujet du morceau est le conflit en Irlande du Nord. Le Nouveau dictionnaire du Rock, paru en 2014, parle de « chanson éblouissante ». Every Little Thing She Does Is Magic est une chanson d'amour au rythme rafraîchissant qui permet au groupe d'obtenir son quatrième No 1 au Royaume-Uni.
On trouve quelques bluettes comme Hungry For You, chanté par Sting dans un français mâchouillé qui fait sourire. Spirits in the Material World, Rehumanize Yourself et One World (Not Three) illustrent l'engagement de Sting aux côtés d'Amnesty International. Enfin, Andy Summers signe avec Omegaman le titre le plus rock et Stewart Copeland clôt l'album avec son titre Darkness,.
À noter que Secret Journey (une chanson presque mystique d'après Sting) est sortie comme single aux États-Unis en mai 1982 à la place d'Invisible Sun et a obtenu un succès modeste : 46e dans les charts.

## L'origine de l'image
L'image de l'album montre un graphique inspiré de cristaux liquides qui représente les têtes des trois membres du groupe chacun avec un style de cheveux distinct (de gauche à droite, Andy Summers, Sting avec ses cheveux "en piquants" et Stewart Copeland avec une frange). Le groupe était en effet incapable de se décider sur la photographie à utiliser pour la couverture de l'album.

## Réception
À sa sortie, Ghost in the Machine reçoit d'assez bonnes critiques. L'album rencontre un large succès commercial dans le monde, parvenant à se classer en tête des meilleures ventes notamment en Australie, en France, au Royaume-Uni et au Canada. Il atteint la seconde place au Billboard 200 aux États-Unis.
L'opus est classé 318e dans la liste des 500 plus grands albums de tous les temps du magazine américain Rolling Stone, devançant tous les autres albums de The Police.

## Liste des chansons
Toutes les chansons sont écrites par Sting sauf celles indiquées.
- Programme 1

1. Spirits in the Material World - 2:59
2. Every Little Thing She Does Is Magic - 4:22
3. Invisible Sun - 3:44
4. Hungry for You (J'aurais Toujours Faim de Toi) - 2:53
5. Demolition Man - 5:57

- Programme 2

1. Too Much Information - 3:43
2. Rehumanize Yourself (Stewart Copeland, Sting) - 3:10
3. One World (Not Three) - 4:47
4. Ωmegaman (Andy Summers) - 2:48 ("Omegaman" sur certaines éditions)
5. Secret Journey - 3:34
6. Darkness (Copeland) - 3:14

## Personnel
- The Police
- Sting : basse, contrebasse, claviers, saxophone, chant, chœurs
- Andy Summers : guitare, claviers, chœurs
- Stewart Copeland : batterie, percussions, claviers, chœurs (5, 11)

Musicien additionnel
- Jean Roussel : claviers (2)
- Danny Quatrochi : basse (5), basse additionelle (non crédité) (5)

## Classements hebdomadaires
| Classement (1981-1982)        | Meilleure place |
| ----------------------------- | --------------- |
| Allemagne (Media Control AG)  | 4               |
| Australie (Kent Music Report) | 1               |
| Autriche (Ö3 Austria Top 40)  | 11              |
| Canada (RPM 50 Albums)        | 1               |
| États-Unis (Billboard 200)    | 2               |
| France (SNEP)                 | 1               |
| Norvège (VG-lista)            | 5               |
| Nouvelle-Zélande (RIANZ)      | 5               |
| Pays-Bas (Mega Album Top 100) | 1               |
| Royaume-Uni (UK Albums Chart) | 1               |
| Suède (Sverigetopplistan)     | 6               |

## Certifications
| Pays                    | Certification | Date       | Unités certifiées |
| ----------------------- | ------------- | ---------- | ----------------- |
| Allemagne (BVMI)        | Or            | 1981       | 250 000           |
| Canada (Music Canada)   | Platine       | 01/12/1981 | 100 000           |
| États-Unis (RIAA)       | 3 × Platine   | 17/12/2001 | 3 000 000         |
| France (SNEP)           | Or            | 1981       | 100 000           |
| Nouvelle-Zélande (RMNZ) | Platine       | 1982       | 15 000            |
| Royaume-Uni (BPI)       | Platine       | 02/10/1981 | 300 000           |